# 69263 Big Ben
69263 Big Ben este o planetă minoră (asteroid), cu un diametru de 2,317 km, din centura de asteroizi. A fost descoperită pe 29 ianuarie 1987 la Observatorul European Austral de Eric Walter Elst. 
Obiectul prezintă o orbită caracterizată de o semiaxă mare de 2,301902476126 UAi, o excentricitate de 0,18, o înclinație de 2 ° în raport cu ecliptica.